# Penjant
Un penjant és el motiu ornamental en forma de floró penjant que està col·locat a la intersecció dels nervis de la clau d'una volta, a la dovella central d'un arc o qualsevol altre element arquitectònic.
En l'arquitectura gòtica, aquests motius sovint estan tallats de manera complexa amb fullatge, motius heràldics o altres decoracions. Molts presenten animals, ocells o figures o cares humans, de vegades realistes, però sovint grotesques: l'home verd és un tema freqüent.

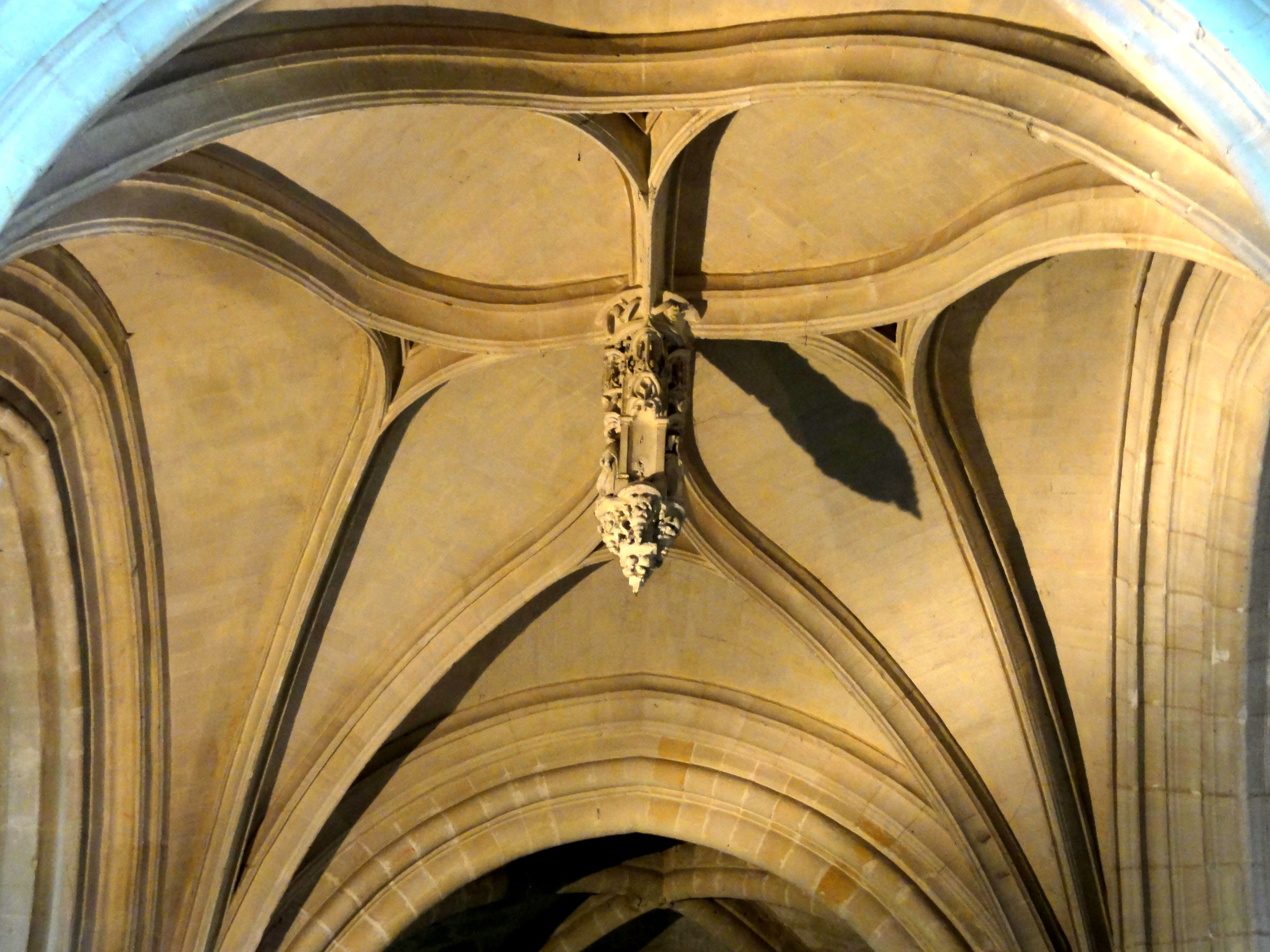
Capella de Saint-Denis en la Catedral de Senlis
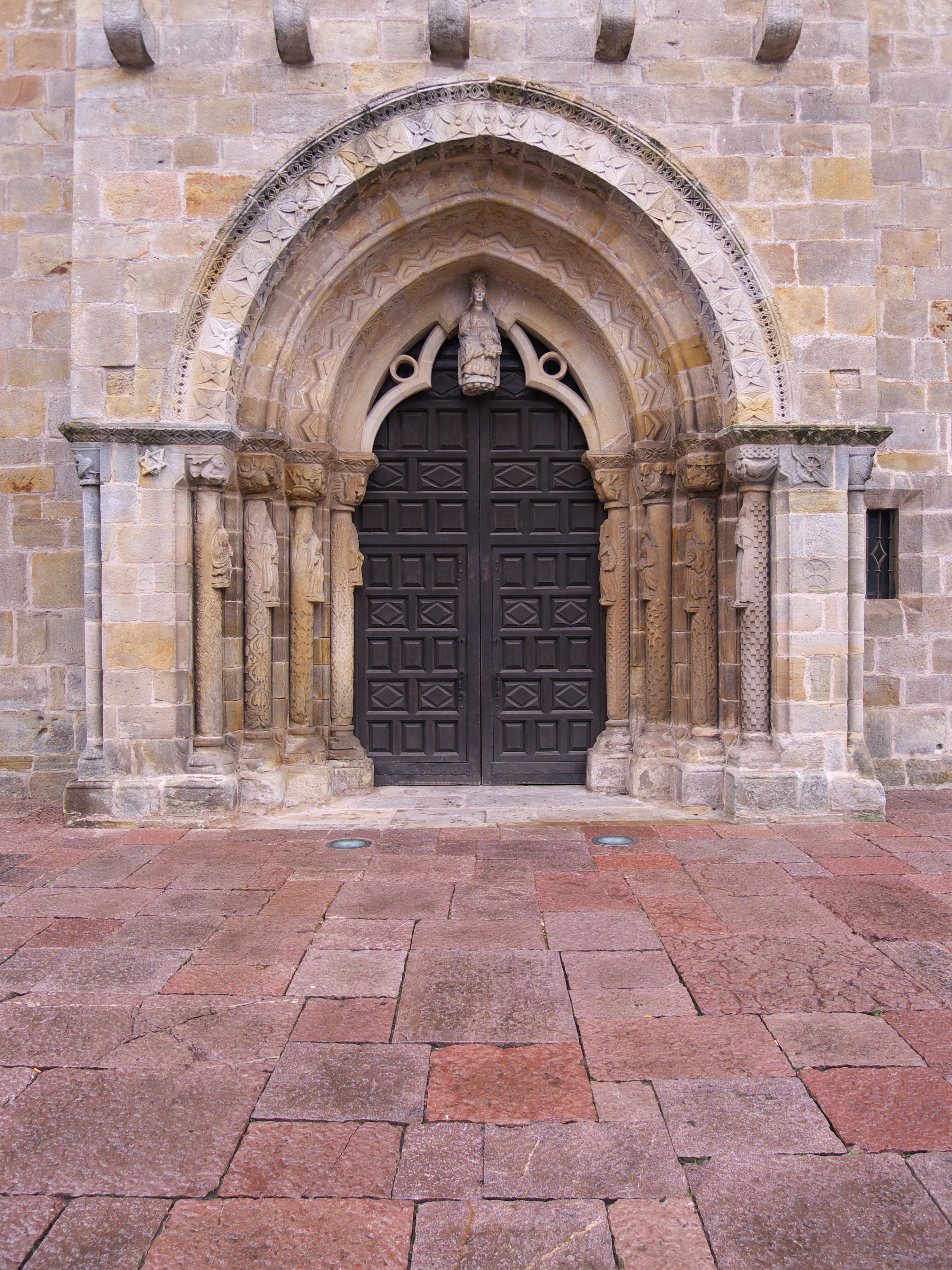
Església de Santa María de la Oliva (Villaviciosa)
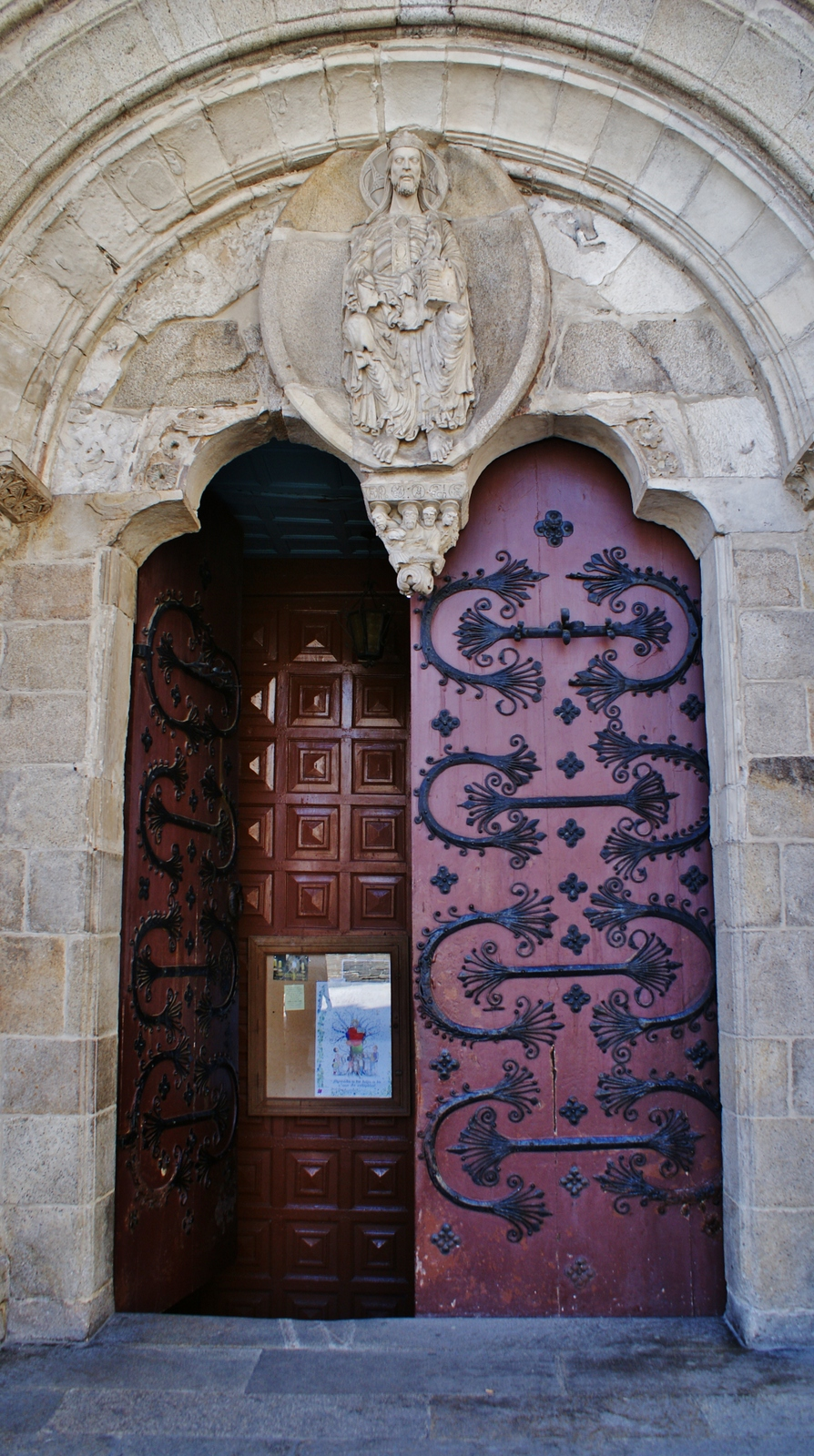
Catedral de Lugo

Els més comuns són els empleats als centres de les voltes a l'arquitectura gòtica flamígera.
Als sostres d'estil mudèjar, normalment es compon d'un adorn penjant en forma de pinya, com per exemple, al Palau dels Reis Catòlics de l'Aljafería de Saragossa.

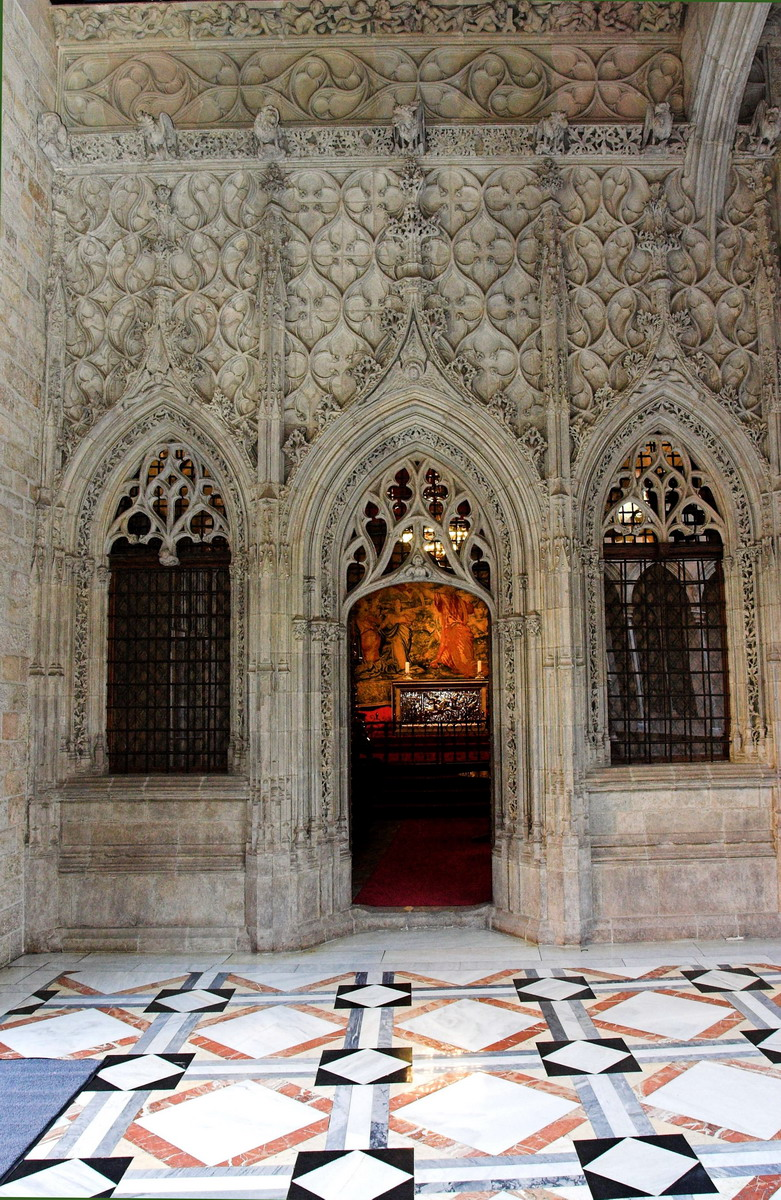
Façana de la capella de Sant Jordi, dins del Palau de la Generalitat de Catalunya
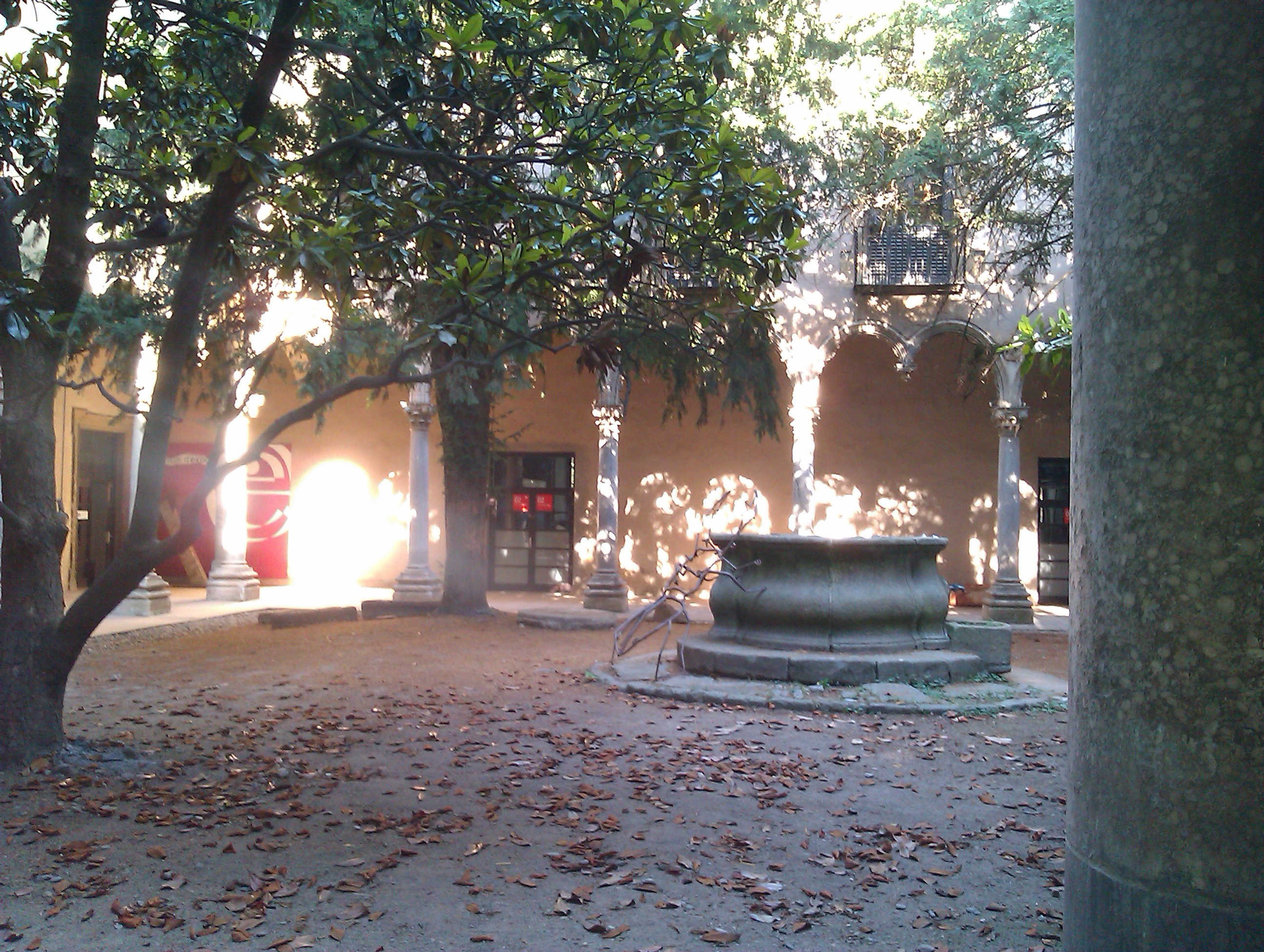
Arcs amb penjants del pati del claustre del Convent de Sant Domènec de Vic
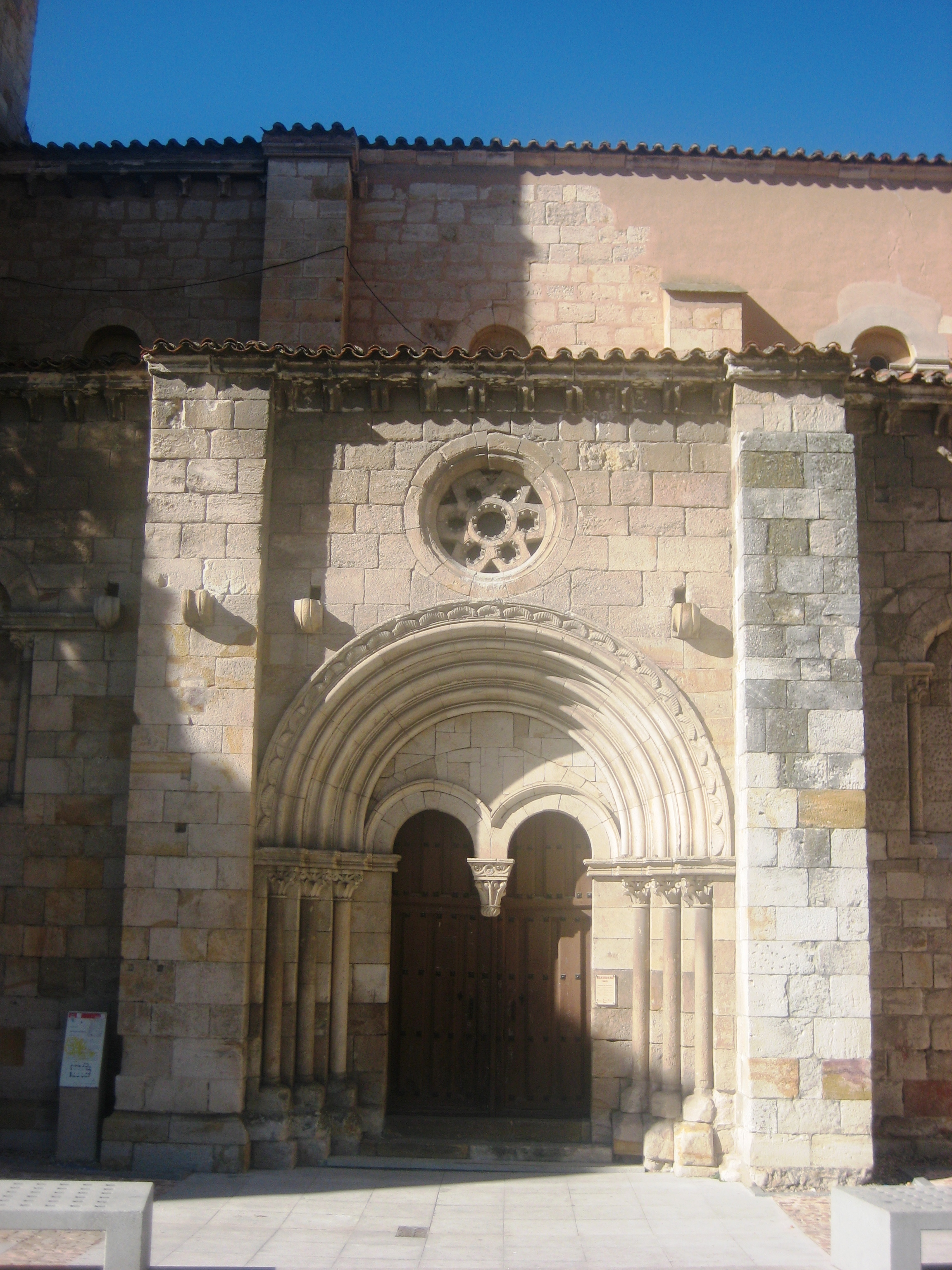
Església de Santiago del Burgo (Zamora)

És la solució practicada durant el renaixement i també s'empra durant el barroc, on els arcs es presenten sostinguts per columnes alternes, el penjant està col·locat entre els arcs suspesos sense suport de columna, com s'aprecien al claustre del Convent de Sant Domènec de Vic.

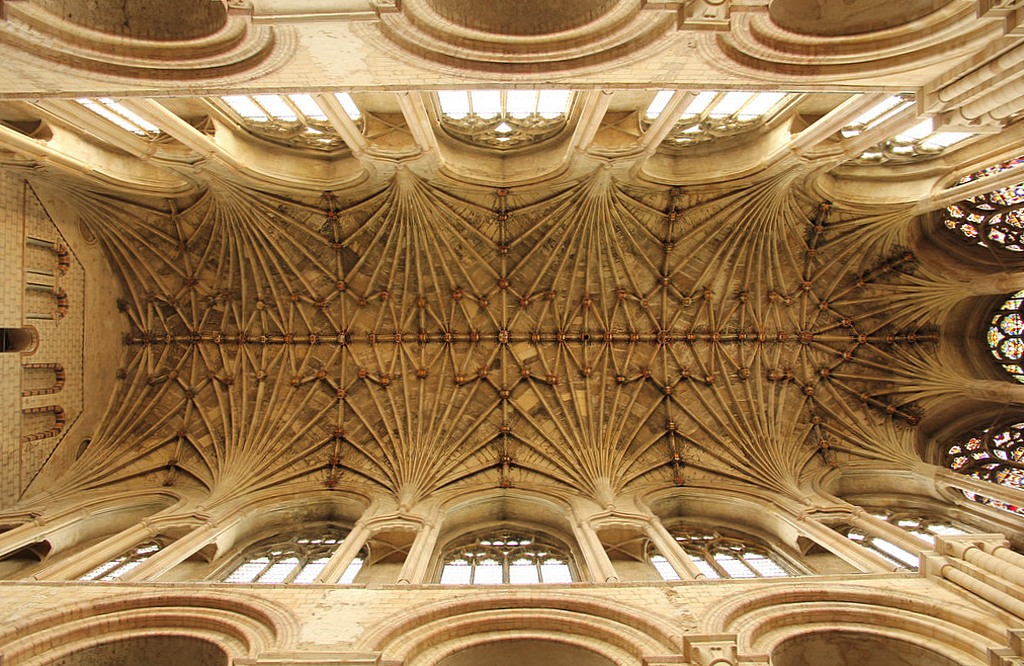
Múltiples penjants de la Catedral de Norvich, Regne Unit
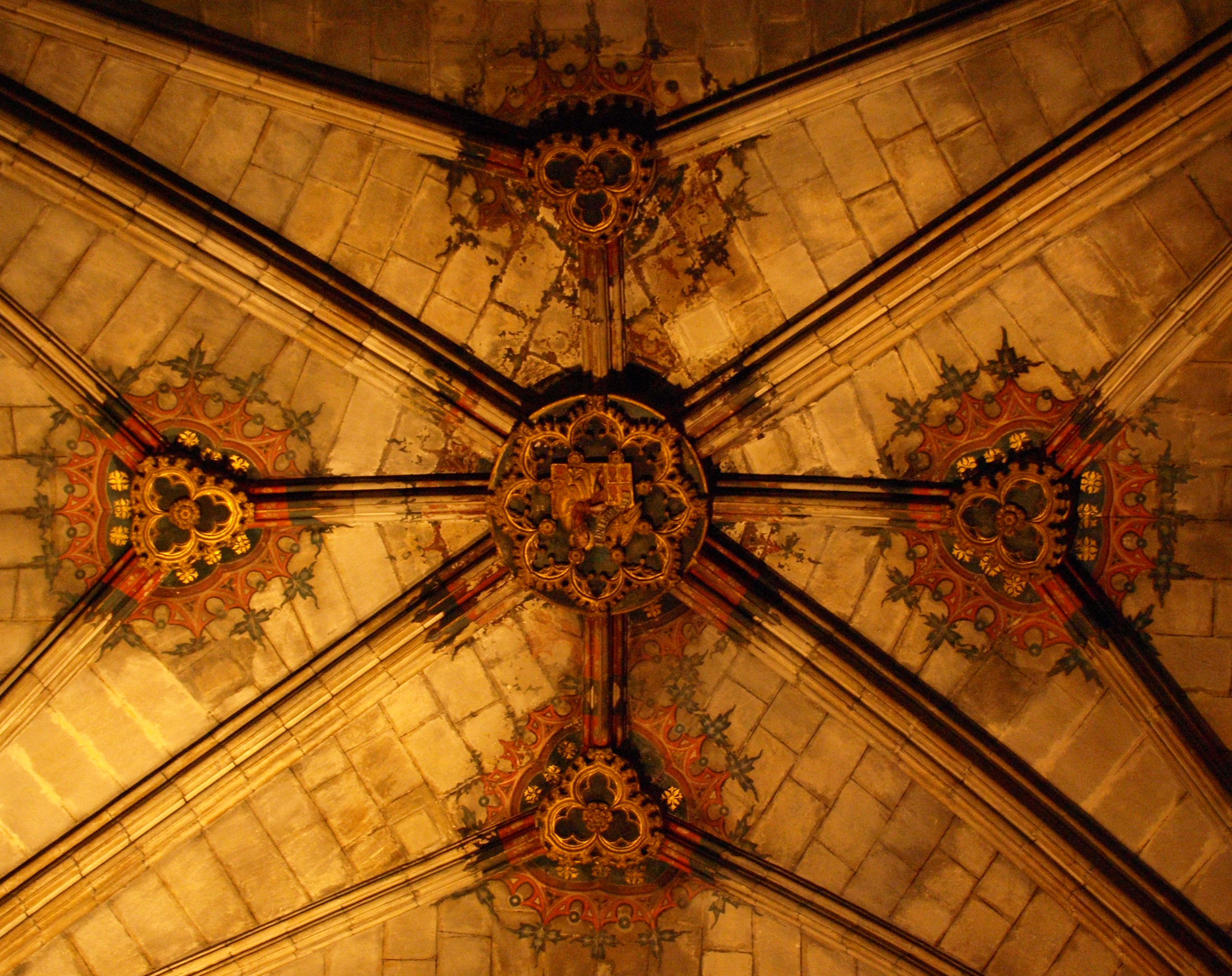
Penjants de la catedral de Barcelona
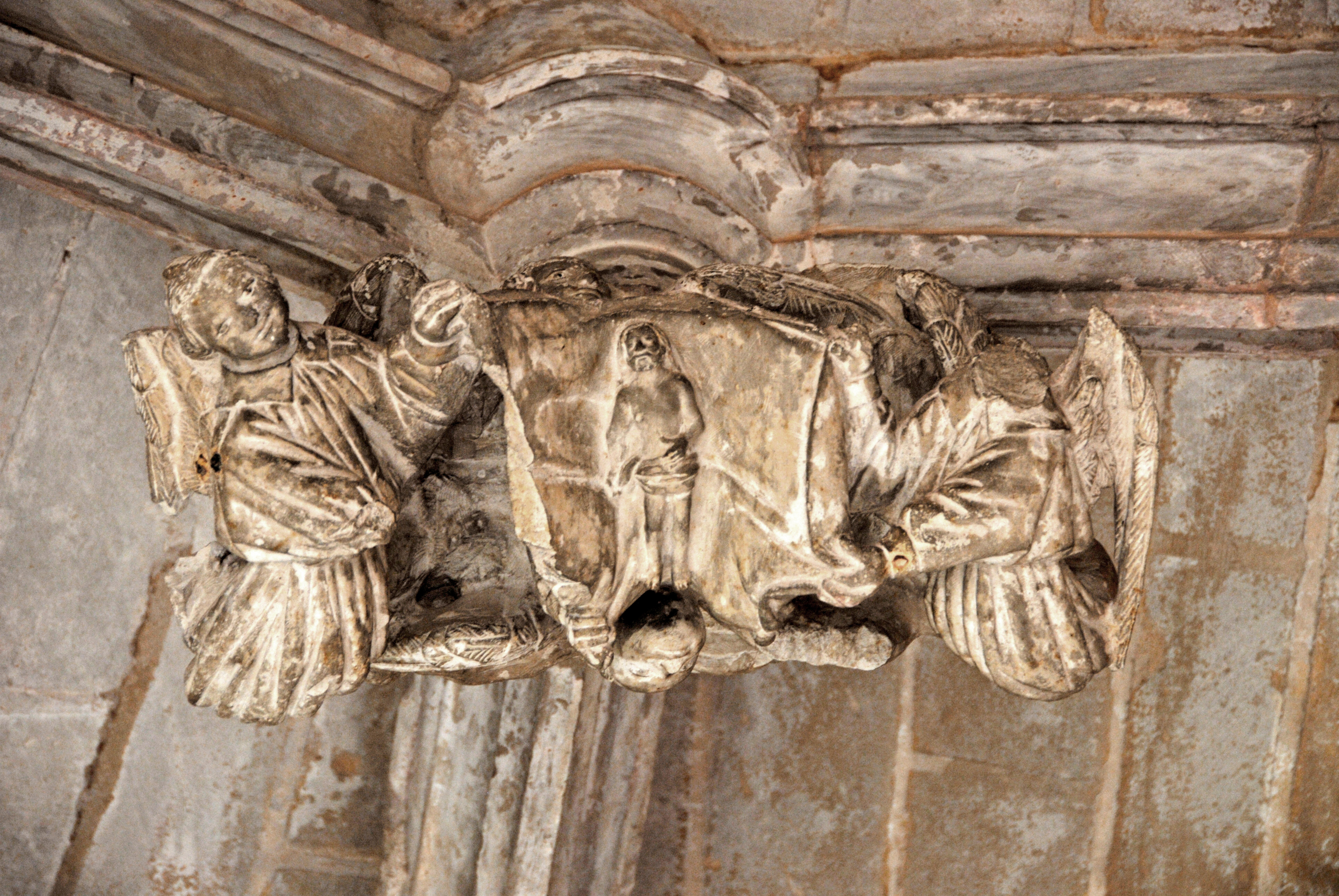
Penjant mostrant el vel de la Verònica a l'abadia de Cadonh, França

La catedral romànica de Norwich a Norfolk (Regne Unit), té el major nombre de caps de pedra tallada pintada del món; una extensa i variada col·lecció de més de mil peces individuals. Molts d'aquests caps decorats encara porten els daurats i els pigments originals del moment de la seva creació.

## Orfebreria
En orfebreria, un pejant és tot adorn que penja joies amb efecte decoratiu, com a les corones votives visigòtiques, com a exemple la del rei Recesvint que pengen unes lletres amb la llegenda Reccesvinthus rex offeret.

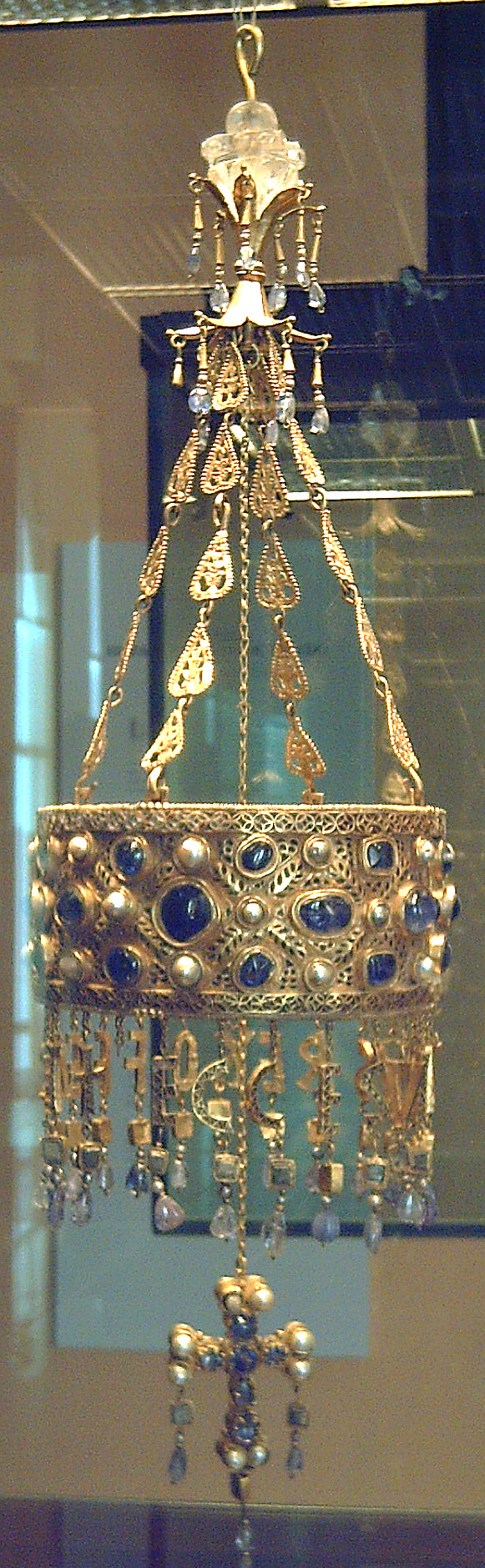
Corona votiva del rei Recesvint. Museu Arqueològic Nacional d'Espanya

A l'orfebreria aràbiga andalusa es troben penjants o penjolls dels segles xiii al xiv que servien per penjar els adorns a la crinera dels cavalls.